# Veselin Topalov

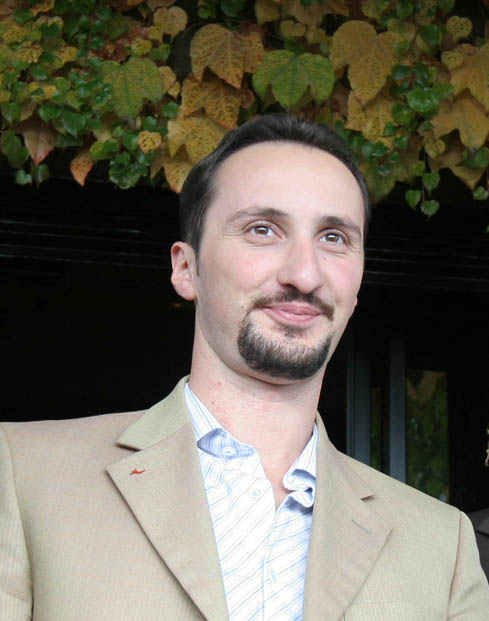
Veselin Topalov.

Veselin Topalov (IPA: [ve.se'lin to'pɑ.lof]; bulgariska Веселин Топалов), född 15 mars 1975 i Ruse, är en bulgarisk stormästare i schack och före detta världsmästare.

## Schackkarriär
Topalov blev FIDEs världsmästare genom att vinna FIDE World Chess Championship 2005. Topalov belönades med samma år med en schack-Oscar. På FIDE:s rankinglista i oktober 2006 var han rankad världsetta med Elo-ranking 2813, den vid den tidpunkten näst högst rankade personen någonsin.
Topalov förlorade mot utbrytarorganisationens världsmästare Vladimir Kramnik under en enande titelmatch i oktober 2006. Efter många skandalartade turer slutade den oavgjort 6-6, och Kramnik vann tie-break 2.5-1.5 i snabbschackspartier efter ett grovt misstag av Topalov i det sista partiet.
I februari 2009 besegrade Topalov Gata Kamsky i en match med 4,5-2,5 vilket betydde att han under 2010 fick möta Viswanathan Anand i en match om världsmästartiteln. Topalov förlorade matchen med 6,5-5,5 och Anand försvarade därmed sin världsmästartitel.

## Spelstil
Topalovs spelstil anses vara aggressiv och risktagande, därför underhållande. Symptomatisk var förlusten mot Kramnik vars spelstil är den rakt omvända.

## Utmärkelser
- Schack-Oscar 2005